# آگوست دومر
آگوست هانری آندره دومر (۳۰ نوامبر ۱۸۱۲–۱۲ نوامبر ۱۸۷۰) جانورشناس فرانسوی بود. پدرش آندره ماری ثابت دومر (۱۷۷۴–۱۸۶۰) نیز جانورشناس بود. در سال ۱۸۶۹به عنوان عضوی از فرهنگستان علوم فرانسه انتخاب شد.
دومر در دانشگاه پاریس تحصیل کرد و در سال ۱۸۴۴ به عنوان استادیار فیزیولوژیشناسی تطبیقی در این دانشگاه انتخاب شد. از سال ۱۸۵۷، او استاد خزنده‌شناسی و آبزی‌شناسی در موزه ملی تاریخ طبیعی فرانسه در پاریس بود.
در سال ۱۸۵۱، به همراه پدرش، فهرست مجموعه خزندگان را منتشر کرد. با جانورشناس ماری فیرمین بوکورت (۱۹۰۴–۱۸۱۹)، در پروژه ای به نام مأموریت علمی در مکزیک و آمریکای مرکزی همکاری کرد ، انتشاراتی که نتیجه اعزام علمی بوکورت به مکزیک و آمریکای مرکزی از ۱۸۶۴تا ۱۸۶۶بود. در مورد خزندگان بهترین تلاش کتبی دومر در زمینه خزنده‌شناسی است. دومر در سال ۱۸۷۰در زمان محاصره پاریس درگذشت و مأموریت علمی در مکزیک و آمریکای مرکزی توسط بوکورت، لئون ویلانت (۱۹۱۴–۱۸۳۴) و سایر دانشمندان ادامه یافت.
به عنوان بخشی از مجموعه رشته‌ها، او یک مطالعه سلسله‌شناسی دو جلدی با عنوان تاریخ طبیعی ماهی (۱۸۶۵، ۱۸۷۰)، تحقیق انجام داد که تکمیل کننده آثار ژرژ کویه (۱۷۶۹–۱۸۳۲) و آشیل والنسیانز (۱۸۶۵–۱۷۹۴) بود. دومر همچنین تحقیقات قابل توجهی را در رابطه با سمندر مکزیکی انجام داد.